# Tafí Viejo (kommunhuvudort i Argentina)
Tafí Viejo är en kommunhuvudort i Argentina.   Den ligger i provinsen Tucumán, i den norra delen av landet, 1 100 km nordväst om huvudstaden Buenos Aires. Tafí Viejo ligger 629 meter över havet och antalet invånare är 48 459.
Terrängen runt Tafí Viejo är varierad. Runt Tafí Viejo är det ganska tätbefolkat, med 108 invånare per kvadratkilometer.. Närmaste större samhälle är San Miguel de Tucumán, 10,9 km söder om Tafí Viejo.
Runt Tafí Viejo är det i huvudsak tätbebyggt.